# 민발톱도마뱀붙이속
민발톱도마뱀붙이속(Crenadactylus), 일명 클로리스 게코(clawless geckos)는 발가락에 발톱이 없어서 이러한 이름이 붙었다. 호주에 서식하는 도마뱀붙이과 중 유일하게 발톱이 없는 속이며, 호주에서는 덩치도 제일 작다.

## 형태
민발톱도마뱀붙이속은 호주대륙 전체에서 제일 작은 도마뱀붙이류이며 발가락에 단 하나의 발톱도 없다는 점이 주목할만하다. 초기의 관련된 분류군 사이의 골학적 연구는 민발톱, 특히 지골(phalangeal bone)의 끝부분이 두 개로 갈라진(forked) 배열 따위의 상당한, 독특한 변형이 존재한다는 것을 보여주었다. 민발톱도마뱀붙이속은 돌도마뱀붙이과에 배치되어있으며, 작고 형태적으로 비슷한 종들이 드넓은 지리적 분포구역을 따라 다양한 종류의 서식지에서 고립된 채 갈라져나왔다.

## 분류
이 속은 도마뱀붙이하목(도마뱀붙이류와 뱀붙이도마뱀류) 아래의 돌도마뱀붙이과에 속해있다. 다음은 호주동물상안내서(en:Australian Faunal Directory), IUCN 따위에서 인정받은 하위 종의 목록이다:
- Crenadactylus horni (Lucas & Frost, 1895) - Central Uplands clawless gecko
- Crenadactylus naso Storr, 1978 - Northern clawless gecko
- Crenadactylus occidentalis Doughty, Ellis, & Oliver, 2016 - Western clawless gecko
- Crenadactylus ocellatus (Gray, 1845)[5]
- Crenadactylus pilbarensis Doughty, Ellis, & Oliver, 2016 - Pilbara clawless gecko
- Crenadactylus rostralis Storr, 1978 - Southwest Kimberley clawless gecko
- Crenadactylus tuberculatus Doughty, Ellis, & Oliver, 2016 - Cape Range clawless gecko

민발톱도마뱀붙이속은 1964년에 명명자 James R. Dixon, Arnold G. Kluge가 1845년에 존 에드워드 그레이가 Diplodactylus ocellatus라는 명칭으로 기술한 분류군을 분리하기 위해 만들었으며, 불랑제가 출간한 Phyllodactylus 의 종으로 여겨졌다. 명명자들은 새로운 속의 제일 눈에 띄는 특징을 발가락 말단 지골 구조의 독특한 형태로 꼽았다. 이 나중의 명명자들은 그레이의 Diplodactylus bilineatus에 관한 기술, 대영박물관의 type에서 분리해낸 표본들을 언급했으며, 이를 그레이가 몇 줄 전에 발표한 이름의 동의어로 배치하였다. Lucas와 Frost가 출판한 Ebenavia horni 또한 Dixon 와 Kluge의 단형속을 가리켰다. 새로운 종을 기재할 때, 그레이의 모식종의 발견 장소에 대한 메모 "W. Australia" (웨스턴 오스트레일리아)는 개선의 여지가 없었고, 결국 해당 장소의 표본들과의 비교를 통한 추론을 거쳐 달링턴(en:Darlington, Western Australia)의 어떤 장소를 모식지로 지명하였다.
민발톱도마뱀붙이속은 한 때 Crenadactylus ocellatus 만 존재하는 단형속으로 여겨졌지만, 이후 다양한 명명자들이 서너 개의 아종을 기재하였다. 하지만 분자 수준의 증거를 통해 이 속에는 수많은 은밀종이 존재함이 밝혀졌고, 2016년의 개정이 승인되어 총 일곱 개의 종이 존재한다.
2012년의 북부 개체군에 대한 분석을 통해 보고된 고대의 분기와 최대 10개의 북서부의 민발톱도마뱀붙이속 혈통을 조사했으며, 지리적 범위는 100 km2 미만으로 제한되었다. 연구를 통해 단형속이라고 알려진 제대로 알려지지 않았으며 희귀한 개체군에 대한 은밀종 탐색의 결론을 점검했으며, 2010년에 출간되었다. 2010년의 연구를 수행한 연구자들은 숨겨진 분류군을 밝혀내기 위해 다양성에 대한 연구와 보존을 바탕으로 유전적인 접근 방식을 취했으며, 정의 가능한 여러 개의 종이 심각하게 저평가되었다는 결론을 얻었다; 연구자들은 수많은 잠재적인 종들이 '선진국'에서 발견되었다고 그들의 놀라움을 적었다. 계통학적 증거는 약 20-30 백만 년 전(en:Million years ago) 분리되었다는 가정을 뒷받침한다. 2016년의 속의 개정은 형태학적 연구를 위해 유전자형 표본을 사용하였으며, 아종에 머물러있었던 분류군들을 종으로 승급시키면서 새로운 세 분류군을 발표하였다. 분자 수준의, 형태학적인 수단을 바탕으로 한 개정을 통해 속 내의 유전적 차이가 알려졌던 것보다 크며, 수백 만년 동안 같은 자리에 머무른 종들이 존재한다는 것을 인정받았다.

## 분포와 서식지
민발톱도마뱀붙이속의 재분류 이전에, 개체수는 호주의 서부, 중부의 대부분을 차지하는 넓은 분포범위(en:distribution range)를 가지는 것으로 여겨졌다. 삼림지대의 지표면의 잎더미층, 바위 밑, 스피니펙스카운티의 초목의 허먹(en:hummock), 통나무 따위의 죽은 목재 더미의 밑, 인간활동으로 인해 서식 환경에 쌓인 잔해더미 사이 따위에서 다양한 종이 발견되었다.
새롭게 기재된 종들은 제한된 영역에 분포하여, 특정한 환경에 고립되고 특화되었다고 여겨진다. 작은 덩치는 지역 생태계 너머로 이동하는 데 제한 요소로 작용하지만, 대륙의 기후 변화에 대한 취약성을 줄이고 견딜 수 있도록 해주었을 것이다.